# European Lead Factory
European Lead Factory (срп. Vodeća evropska fabrika), javno-privatno je partnerstvo, koje za cilj ima da ubrza pravovremeno otkrivanje novih lekova u Evropi. Vodeća evropska fabrika je finansirana od strane Inicijative za inovativne lekove (Innovative Medicines Initiative), a čine je pan-evropski konzorcijum od 7 farmaceutiskih kompanija, kao i drugi partneri - naučne ustanove, mala i srednja preduzeća itd.
European Lead Factory je otpočela sa radom 2013. godine i organizacijski se sastoji od dve odvojene strukture: 
- Zajedničke evropske bibiloteke jedinjenja[5] i
- Evropskog skrining centra[6]. Ove strukture zajedno čine platformu za dalja farmaceutska istraživanja u Evropi sa ciljem identifikacje početnih osnova u procesu pronalaska novih lekova. Ovaj proces obuhvata povezivanje visoko kvalitetnih malih molekula sa dejstvima inovativnih lekova.[7][8][9]

Rezultati ovog procesa su definisani kao lista poklapanja u skladu broja jedinjenja, koja pokazuju sklonost ka dejstvima inovativnih lekova. Jedinjenja na ovoj listi mogu biti iskorišćena za bolje razumevanje bioloških procesa, ali i kao polazna osnova za dalje istraživačke napore u cilju pronalaska novih lekova. Jedinjenja sa liste poklapanja mogu i na dalje biti optimizovana izvan European Lead Factory, kako u pogledu sklonosti ka određenom leku, tako i radi istraživanja različitih svojstava lekova, kao što su selektivnost, rastvorljivost, ali i uticaj na metabolizam ljudskog tela. Krajnji cilj ovog postupka je pronalaženje rešenja za današnje medicinske potrebe, pogotovo od onog trenutka kada ovi inovativni lekovi budu odobreni za masovno korišćenje od strane javnih vlasti.
Zajednička evropska biblioteka jedinjenja poseduje kolekciju od oko 500.000 hemijskih smesa, izabranih iz kolekcija privatnih kompanija, odnosno dopunjenih novim molekulima sintetizovanim od strane partnera European Lead Factory. Evropski istraživači, mala i srednja preduzeća, odnosno organizacije pacijenata podnose sopstvene biološke mete European Lead Factory radi uporednog poređenja sa njenom kolekcijom jedinjenja. Ovaj postupak sprovode istraživači European Lead Factory u skladu sa najvišim industrijskim standardima visokog protoka skeniranja (high-throughput screening).